# Forcipomyia musae
Forcipomyia musae är en tvåvingeart som beskrevs av Clastrier och Delecolle 1994. Forcipomyia musae ingår i släktet Forcipomyia och familjen svidknott.
Artens utbredningsområde är Franska Guyana. Inga underarter finns listade i Catalogue of Life.